# شيريل بوغارت
شيريل بوغارت (بالإنجليزية: Cheryl Bogart)‏ هي مديرة مواهب أمريكية، ولدت في 27 نوفمبر 1975 في أوك بارك في الولايات المتحدة.